# SP-21 Barak
A SP-21 Barak ( em hebraico:  ברק, relâmpago) é uma pistola semiautomática de dupla ação/ação única, operada por recuo, desenvolvida e produzida pela Israel Weapon Industries em 2002. A arma foi feita para atender às necessidades de autodefesa e aplicação da lei.
A SP-21 Barak é feita de polímero e sua empunhadura possui polímero integrado. Possui um registro de segurança para o polegar montado na estrutura. A arma de fabricação israelense foi comercializada na Europa e nos Estados Unidos em 2003. O preço sugerido da arma é de US$ 499.